# Janine Theisen

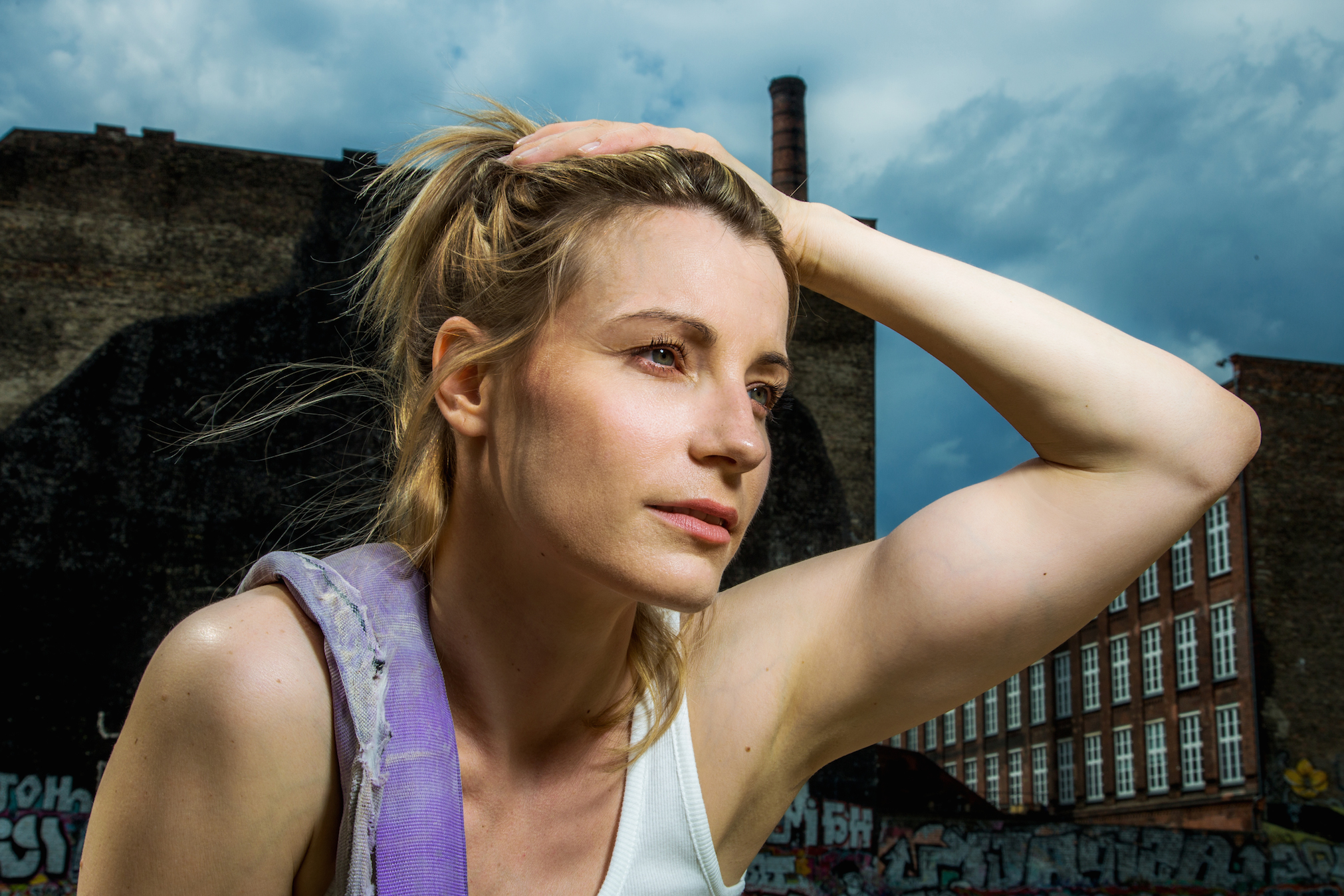
Janine Theisen (2015)

Janine Theisen (* März 1980 in Bad Saarow) ist eine deutsche Schauspielerin und Stuntwoman.

## Leben
Janine Theisen wuchs im Ostberliner Stadtteil Treptow auf und trainierte von 1984 bis 1989 für die Olympiaauswahl der DDR im Gerätturnen. In den Jahren 1992 und 1993 gewann sie den Titel der Deutschen Meisterschaft.
1988 sammelte sie erste Schauspiel- und Tanzerfahrungen mit dem Jugendensemble des Berliner Friedrichstadt-Palasts. Von 2003 bis 2006 besuchte sie die Schauspielschule „Der Kreis“ (Fritz-Kirchhoff-Schule). Es folgten diverse Theater- und Filmengagements. Theisens Bühnenstationen waren u. a. das Theater im Fischereihafen (Tif) in Bremerhaven, die Kammeroper Schloss Rheinsberg sowie das Stadttheater Pankow.
Vor der Kamera stand sie u. a. für Die Überflüssigen (2007) sowie in Ken Scotts Komödie Big Business.
Als Stuntfrau doubelte sie Noomi Rapace in Brian De Palmas Film Passion (2012), Carrie-Anne Moss in Matrix Resurrections (2021), Kaley Cuoco in The Flight Attendant und Cate Blanchett in Tár (2022).

## Filmografie
- 2005: Hinter Gittern – Der Frauenknast (Fernsehserie, 2 Folgen)
- 2006: Die Überflüssigen (Fernsehfilm)
- 2006–2009: K11 – Kommissare im Einsatz (Fernsehserie, 3 Folgen)
- 2012: Tim Sander goes to Hollywood (Dokumentation)
- 2012: Passion (Stunt)
- 2015: Big Business: Außer Spesen Nichts gewesen (Unfinished Business)
- 2017: A Cure for Wellness (Stunt)
- 2017: Sense8 (Stunt)
- 2017–18: Counterpart (Serie, 2 Folgen)
- 2018–19: Sarah Kohr (Fernsehserie, Stunt, 4 Folgen)
- 2020: Vier zauberhafte Schwestern[1] (Stunt)
- 2022: The Flight Attendant 2 (Stunt, Schauspiel)
- 2022: Tár (Stunt)
- 2021: Retribution (Stunt)
- 2021: Then You Run (Stunt)
- 2021: MATRIX (Stunt)
- 2022: SOKO Potsdam (Stunt)
- 2024: Dadchelor (Stunt)
- 2024: Blutige Anfänger (Fernsehserie, Folge Wut)
- 2025: Dr. Nice (Fernsehserie, Folge Sternengucker)